# Пехштайн, Клаудия
Клаудия Пехштайн (нем. Claudia Pechstein; род. 22 февраля 1972[…], Восточный Берлин, ГДР) — немецкая конькобежка, 5-кратная олимпийская чемпионка, чемпионка мира 2000 года в классическом многоборье и пятикратная чемпионка мира на отдельных дистанциях. 11 лет подряд (1996—2006) становилась призёром чемпионатов мира в классическом многоборье. Одна из лидеров мирового женского конькобежного спорта на протяжении 1990-х, 2000-х и 2010-х годов. Единственная женщина во всех видах спорта, выступавшая на 8 зимних Олимпийских играх.

## Биография

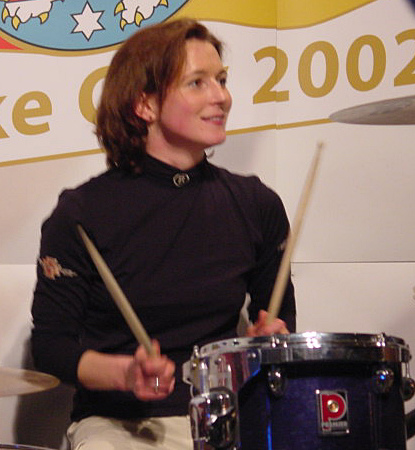
2002 год

Клаудия Пехштайн начала заниматься фигурным катанием в возрасте 3-х лет и переключилась на конькобежный спорт в 9 лет. С 10 лет занималась в юниорском конькобежном клубе «Снежные медведи» (R. D. A.) в Берлине. В 13 лет на юношеской Спартакиаде ГДР в 1985 году победила на дистанции 1500 м. Впервые она вышла на международную арену в возрасте 16 лет, когда заняла 2-е место в общем зачете на чемпионате мира по конькобежному спорту среди юниоров 1988 года в Сеуле. Дебютировала в возрасте 19 лет на зимних Олимпийских играх в Альбервиле, где завоевала бронзу на дистанции 5000 м.
На всех последующих после этого четырёх Олимпиадах хотя бы раз становилась чемпионкой. Выиграла 5000 м и стала третьей на 3000 м в Лиллехамере в 1994 году. Выиграла 5000 м и стала второй на 3000 м в Нагано в 1998 году. Выиграла на обеих этих дистанциях в Солт-Лейк-Сити в 2002 году. В Турине в 2006 году выиграла серебро на 5000 м и золото в командной гонке, впервые представленной в олимпийской программе.
В 2000 году Пехштайн выиграла общий зачет чемпионата  в классическом многоборье в Милуоки, а также финишировала второй после подруги по команде Анни Фризингер в 2001 году, и третьей после Анни Фризингер и канадки Синди Классен в 2002 году.

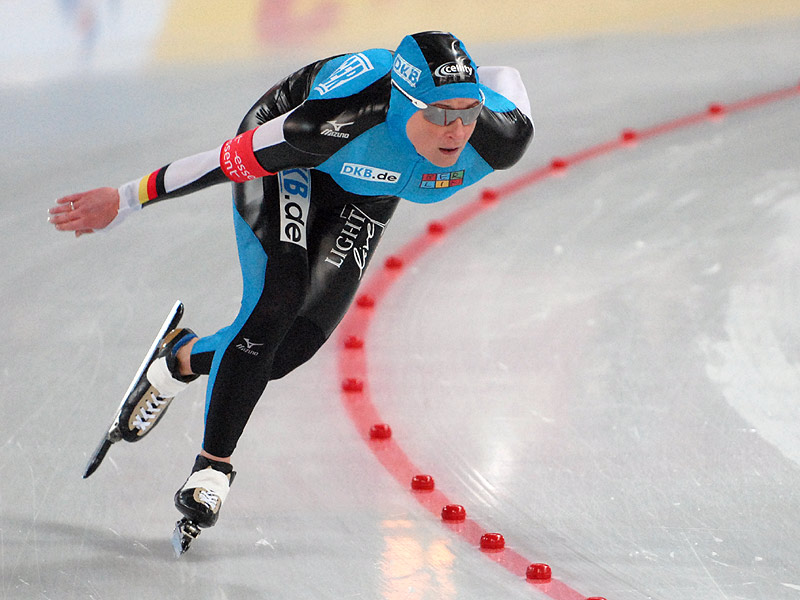
Пехштайн в 2008 году

В феврале 2009 года в крови Пехштайн были обнаружены аномальные изменения, и она была снята с последующих соревнований. 3 июля 2009 года Международный союз конькобежцев утвердил дисквалификацию на два года (до 9 февраля 2011), из-за чего Пехштайн пропустила Олимпиаду 2010 в Ванкувере. Сама Пехштайн всегда утверждала, что допинг не принимала и подавала апелляцию в арбитражный спортивный суд в Лозанне, однако она была отклонена. По окончании дисквалификации ряд чиновников ISU признавали, что совершили ошибку. 15 марта 2010 года медики, проводившие полное медицинское обследование Пехштайн объявили, что причиной аномальных изменений в крови спортсменки является наследственная болезнь крови — сфероцитоз.
Во время дисквалификации работала в полиции, а также комментировала соревнования на немецком телевидении. Тяжело переживала своё отлучение от спорта, обращалась за помощью к психиатру. Позднее Пехштайн написала в своей автобиографии, что из-за расстройства планировала покончить жизнь самоубийством.
В 2011 году вернулась на лёд и продолжила спортивную карьеру. Заявила о готовности выступить на Олимпиаде в Сочи в 2014 году, на которой спортсменке будет почти 42 года. В марте 2011 года на первом после возвращения чемпионате мира на отдельных дистанциях стала третьей на 5000 метров и в командной гонке. 
В январе 2012 года на открытом катке в Будапеште стала серебряной призёркой чемпионата Европы. В том же году выиграла финал Кубка мира в масс-старте, заняла 3-е место на дистанции 5000 м на чемпионате мира. В 2013 году на чемпионате мира на отдельных дистанциях в Сочи выиграла две бронзы на дистанциях 3000 и 5000 метров.

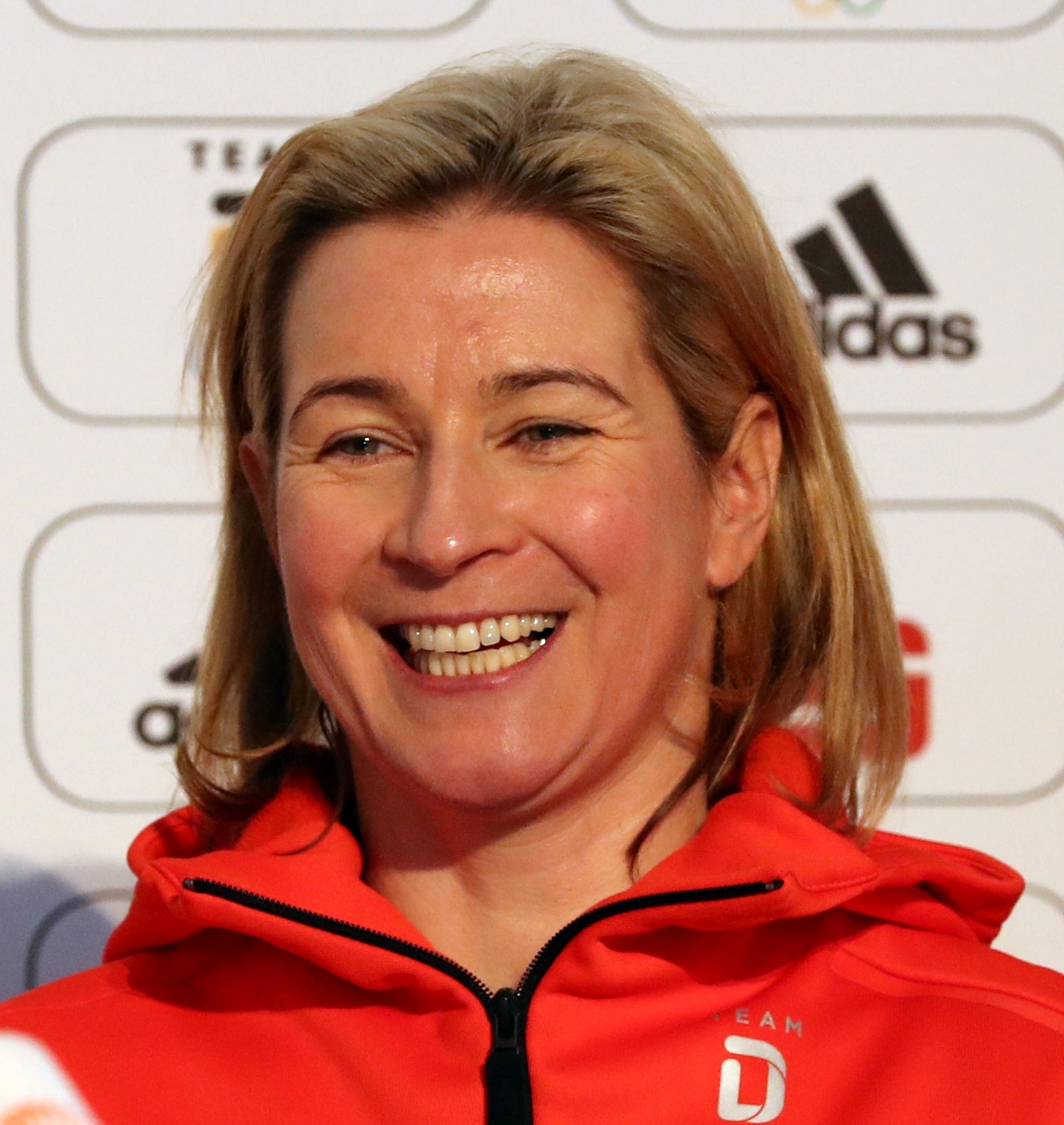
2018 год

На Олимпийских играх в Сочи в 2014 году на дистанции 3000 метров заняла 4-е место, уступив 1,79 сек российской спортсменке Ольге Граф. Таким образом, за пять выступлений на этой дистанции на Олимпийских играх немка по разу занимала первое (2002), второе (1998), третье (1994), четвёртое (2014) и пятое (2006) места. На дистанции 1500 метров заняла 19-е место, а на дистанции 5000 метров — пятое.
В феврале 2015 года накануне своего 43-летия выиграла бронзу чемпионата мира на отдельных дистанциях на 5000 метрах спустя 23 года после своей первой олимпийской медали на этой же дистанции. В 2016 году на чемпионате мира на отдельных дистанциях в Коломне стала четвёртой на дистанциях 3000 и 5000 метров. В обоих случаях в борьбе за бронзу Пехштайн опережали спортсменки, родившиеся позже того, как Пехштайн впервые стала призёром Олимпийских игр.
11 февраля 2017 года за несколько дней до 45-летия завоевала серебро на дистанции 5000 метров на чемпионате мира в Канныне, уступив 1,55 с. Мартине Сабликовой. Эта медаль стала для Пехштайн 30-й в карьере на чемпионатах мира на отдельных дистанциях (5+13+12). В ноябре 2017 года на этапе Кубка мира в Ставангере она выиграла забег 5000 метров с результатом 6:56,60 сек, одержав первую победу за три года и установила рекорд, как самая возрастная фигуристка, выигравшая гонку Кубка мира в 45 лет.
На Олимпийских играх 2018 года, ставших для Пехштайн седьмыми в карьере, не сумела завоевать медаль, лучший результат — шестое место в командной гонке.
В течение ряда лет пыталась в немецких судах взыскать с ISU 5 млн евро в качестве возмещения за неправомерную дисквалификацию 2009 года. 7 июня 2016 года Федеральный верховный суд Германии принял окончательное решение об отказе в возмещении.
Пехштайн несла флаг своей страны на церемонии открытия зимних Олимпийских игр в Пекине и 5 февраля 2022 года выступила на дистанции 3000 метров, заняв 20-е место и стала первой в истории женщиной и первой европейкой, принимавшей участие в 8 зимних Олимпийских играх (у мужчин подобного достиг только японец Нориаки Касай). 19 февраля в масс-старте Клаудиа заняла 9-е место.
В конце января 2023 года выиграла золото чемпионата Германии на дистанции 5000 метров, а также стала серебряным призёром на 3000 метрах и в масс-старте. На чемпионате мира на отдельных дистанциях 2023 года выступила на 5000 метрах (10-е место) и в масс-старте.
В октябре 2023 года Пехштайн выиграла чемпионат Германии на дистанции 5000 м, что стало её 43-м национальным титулом. В сезоне 2023/24 она входила в состав сборной Германии на Кубке мира, но на этапе в канадском Квебеке была вынуждена отказаться от участия в соревнованиях из-за проблем с горлом. В настоящее время она продолжает участвовать в соревнованиях и параллельно учится на тренера. 

## Достижения
- Единственная женщина в истории, принимавшая участие в 8 зимних Олимпийских играх (повторила достижение японского прыгуна на лыжах с трамплина Нориаки Касаи).[17]
- Вторая женщина после советской лыжницы Раисы Сметаниной, сумевшая завоевать награды на 5 зимних Олимпиадах подряд (1992, 1994, 1998, 2002 и 2006).
- Самая титулованная спортсменка среди всех, кто принимал участие в 7 и более Олимпийских играх (как зимних, так и летних)

## Рекорды мира
Пехштайн пять раз устанавливала рекорд мира, три из них были установлены на Олимпийских играх, став одновременно и рекордами олимпиад.
| № | Дистанция | Время    | Дата            | Место          |
| - | --------- | -------- | --------------- | -------------- |
| 1 | 3000 м    | 4.07,13  | 13 декабря 1997 | Хамар          |
| 2 | 5000 м    | 6.59,61* | 20 февраля 1998 | Нагано         |
| 3 | 3000 м    | 3.59,27  | 2 марта 2001    | Калгари        |
| 4 | 3000 м    | 3.57,70* | 10 февраля 2002 | Солт-Лейк-Сити |
| 5 | 5000 м    | 6.46,91* | 23 февраля 2002 | Солт-Лейк-Сити |

* — одновременно и олимпийский рекорд. На 3000 м побит только 05.02.2022 в Пекине, почти через 20 лет после установления.

## На Олимпийских играх
Командная гонка впервые появилась на Олимпиаде 2006 года в Турине, а масс-старт — в 2018 году в Пхёнчхане
| Олимпийские игры    | 500 м                              | 1000 м                             | 1500 м                             | 3000 м                             | 5000 м                             | Масс-старт                         | Команда                            |
| ------------------- | ---------------------------------- | ---------------------------------- | ---------------------------------- | ---------------------------------- | ---------------------------------- | ---------------------------------- | ---------------------------------- |
| 1992 Альбервиль     | —                                  | —                                  | —                                  | —                                  | 3                                  | н/д                                | н/д                                |
| 1994 Лиллехаммер    | —                                  | —                                  | —                                  | 3                                  | 1                                  | н/д                                | н/д                                |
| 1998 Нагано         | —                                  | —                                  | 7                                  | 2                                  | 1                                  | н/д                                | н/д                                |
| 2002 Солт-Лейк-Сити | —                                  | —                                  | 6                                  | 1                                  | 1                                  | н/д                                | н/д                                |
| 2006 Турин          | —                                  | —                                  | —                                  | 5                                  | 2                                  | н/д                                | 1                                  |
| 2010 Ванкувер       | Не выступала из-за дисквалификации | Не выступала из-за дисквалификации | Не выступала из-за дисквалификации | Не выступала из-за дисквалификации | Не выступала из-за дисквалификации | Не выступала из-за дисквалификации | Не выступала из-за дисквалификации |
| 2014 Сочи           | —                                  | —                                  | 19                                 | 4                                  | 5                                  | н/д                                | —                                  |
| 2018 Пхёнчхан       | —                                  | —                                  | —                                  | 9                                  | 8                                  | 13                                 | 6                                  |
| 2022 Пекин          | —                                  | —                                  | —                                  | 20                                 | —                                  | 9                                  | —                                  |

## Результаты выступлений
| Год   | ЧМ Германии дистанции             | ЧМ Германии многоборье | ЧМ Европы             | ЧМ мира многоборье      | ЧМ мира дистанции                                        | Олимпийские игры                                      | Кубок мира                                                     | ЧМ мира юниоры |
| ----- | --------------------------------- | ---------------------- | --------------------- | ----------------------- | -------------------------------------------------------- | ----------------------------------------------------- | -------------------------------------------------------------- | -------------- |
| 1988  |                                   |                        |                       |                         |                                                          |                                                       |                                                                | 2              |
| 1989  |                                   |                        |                       |                         |                                                          |                                                       | 4e                                                             |                |
| 1990  |                                   |                        |                       |                         |                                                          | 4e                                                    |                                                                |                |
| 1991  |                                   |                        |                       |                         |                                                          |                                                       |                                                                |                |
| 1992  |                                   |                        | 14e                   | 6e                      | 5000 м                                                   |                                                       |                                                                |                |
| 1993  |                                   | 2                      | NC17                  | 9e                      |                                                          |                                                       |                                                                |                |
| 1994  |                                   |                        |                       |                         | 3000 м · 5000 м                                          |                                                       |                                                                |                |
| 1995  |                                   | 2                      | 4e                    | 7e                      |                                                          |                                                       |                                                                |                |
| 1996  |                                   | 1                      | 3                     | 2                       | 1500 м · 3000 м · 5000 м                                 | 4e 1500 м · 3000/5000 м                               |                                                                |                |
| 1997  |                                   | 2                      | 4e                    | 2                       | 8e 1500 м · 4e 3000 м · 5000 м                           | 4e 1500 м 4e 3000/5000 м                              |                                                                |                |
| 1998  |                                   |                        | 1                     | 2                       | 1500 м · 3000 м · 5000 м                                 | 7e 1500 м · 3000 м · 5000 м                           | 1500 м · 3000/5000 м                                           |                |
| 1999  |                                   | ns3                    | 2                     | 2                       | 4e 1500 м · 3000 м* · 5000 м                             |                                                       | 1500 м · 3000/5000 м                                           |                |
| 2000  |                                   | 1                      | 4e                    | 1                       | 1500 м · 3000 м · 5000 м                                 | 1500 м · 3000/5000 м                                  |                                                                |                |
| 2001  | 5e 1500 м · 3000 м                | 2                      | 2                     | 2                       | 3000 м · 5000 м                                          | 1500 м · 3000/5000 м                                  |                                                                |                |
| 2002  | 8/ns 500 м · 1500 м · 3000 м      | 1                      | 2                     | 3                       |                                                          | 6e 1500 м · 3000 м · 5000 м                           | 1500 м · 3000/5000 м                                           |                |
| 2003  | 1500 м · 3000 м                   | ns3                    | 2                     | 2                       | 3000 м · 5000 м                                          |                                                       | 1500 м · 3000/5000 м                                           |                |
| 2004] | 3000 м                            | 1                      | 2                     | 2                       | 3000 м · 5000 м                                          | 5e 1500 м · 3000/5000 м                               |                                                                |                |
| 2005  | 4e 1000 м · 3000 м                |                        | 3                     | 3                       | 3000 м · 5000 м                                          | 3000/5000 м                                           |                                                                |                |
| 2006  | 1000 м · 1500 м                   | 1                      | 1                     | 2                       |                                                          | NS 1500 м · 5000 м · команда                          | 7e 1500 м · 3000/5000 м                                        |                |
| 2007  |                                   | 2                      | 5e                    | 4e                      | 4e 3000 м · 5000 м · команда                             |                                                       | 13e 1500 м · 3000/5000 м                                       |                |
| 2008  |                                   |                        | 4e                    | 7e                      | 5e 3000 м · 4e 5000 м · команда                          | 7e 1500 м · 3000/5000 м                               |                                                                |                |
| 2009  | 1000 м · 3000 м                   | 1                      | 1                     | NS3                     |                                                          | 10e 1500 м 6e 3000/5000 м                             |                                                                |                |
| 2010  |                                   |                        |                       |                         |                                                          |                                                       | **3000/5000 м                                                  |                |
| 2011  |                                   |                        |                       |                         | 8e 3000 м · 5000 м · команда                             |                                                       | 15e 3000/5000 м                                                |                |
| 2012  | 1000 м · 1500 м · 3000 м · 5000 м |                        | · (5, , 10, )         | 6e                      | 4e 3000 м · 5000 м · 5e команда                          |                                                       | 38e 1000 м · 11e 1500 м · 3000/5000 м · масс-старт             |                |
| 2013  | 1500 м · 3000 м                   | 1                      | 7e (8e, 9e, 6e, 7e)   | NS3 (15e, 13e,-,-)      | 3000 м · 5000 м · 4e командная гонка                     |                                                       | 14e 1500 м · 3000/5000 м · 5e масс-старт · 4e Grand World Cup  |                |
| 2014  | 1500 м · 3000 м · 5000 м          | 1                      | 7e (14e, 5e, 15e, 4e) |                         |                                                          | 19e 1500 м 4e 3000 м 5e 5000 м                        | 12e 1500 м · 3000/5000 м · 6e масс-старт · 10e командная гонка |                |
| 2015  |                                   |                        |                       | NC10 (17e, 5e, 8e, -)   | 5e 3000 м · 5000 м · 7e командная гонка · 18e масс-старт |                                                       | 41e 1500 м · 3000/5000 м · 7e масс-старт                       |                |
| 2016  |                                   |                        |                       | NC13 (20e, 7e, 13e, -)  | 4e 3000 м 4e 5000 м 4e командная гонка 15e масс-старт    |                                                       |                                                                |                |
| 2017  |                                   |                        | 6е (9e, 7e, 9e, 6е)   |                         |                                                          |                                                       |                                                                |                |
| 2018  |                                   |                        |                       | NC13 (18e, 11e, 11e, -) |                                                          | 9e 3000 м 8e 5000 м 13e масс-старт 6e командная гонка | 5e 3000/5000 м                                                 |                |
| 2019  |                                   |                        |                       | DSQ (DSQ, 11e, -, -)    | 7е 5000 м 12е масс-старт                                 |                                                       |                                                                |                |
| 2020  |                                   |                        |                       | NC19 (24e, 17e, 17e, -) | 11e 3000 м 8e 5000 м 9e масс-старт                       |                                                       | 11e 3000/5000 м 7e масс-старт                                  |                |
| 2021  |                                   |                        |                       |                         | 10e 5000 м 9e масс-старт 8e командная гонка              |                                                       | 6e 3000/5000 м 12e масс-старт                                  |                |
| 2022  | 3000 м · 5000 м                   |                        |                       |                         |                                                          | 20e 3000 м                                            |                                                                |                |

* — разделила второе место с Тонни де Йонг

** — лишена очков в Кубке мира из-за дисквалификации

## Личная жизнь и семья
Клаудия Пехштайн в 1998 году вышла замуж за Маркуас Буклича, который сначала немного занимался борьбой, играл в футбол, но после объединения Германии занялся страховым бизнесом. В 2010 году она развелась со своим мужем. Её мама занималась изучением русского языка, балетом и гандболом, а папа был военным, он отдал 12 лет конному спорту. Также у неё есть три сестры, неравнодушные к спорту - Беттина, Сабина и Даниэль. Клаудиа обожает смотреть футбол и автомобили. Сейчас Клаудиа живёт с Маттиасом Гроссе, который раннее занимал пост президента Немецкой ассоциации конькобежного спорта и шорт-трека. В 2021 году она  баллотировалась на федеральных выборах в Германии от партии Христианско-демократический союз Германии, но не была выбрана. В настоящее время проживает в районе Берлина Кёпеник и обучается в Академии тренеров в Кёльне. В начале октября 2024 года у неё выпускной, где она надеется получить диплом со степенью бакалавра